# Władysław Ogara
Władysław Józef Ogara (ur. 11 grudnia 1931 w Borkach, zm. 27 lutego 2008) – polski rolnik i polityk, poseł na Sejm PRL IX kadencji.

## Życiorys
Syn Tomasza i Weroniki. Z wykształcenia technik rolnictwa, pracę zawodową rozpoczął w 1950 w Państwowym Ośrodku Maszynowym w Lubaszu. W 1970 podjął pracę w POM w Kleczy Dolnej, dochodząc do stanowiska dyrektora. W 1952 wstąpił do Polskiej Zjednoczonej Partii Robotniczej, był m.in. członkiem egzekutywy Komitetu Miejsko-Gminnego PZPR w Wadowicach i członkiem Komitetu Wojewódzkiego w Bielsku-Białej. W 1965 został sekretarzem ds. rolnych Komitetu Powiatowego w Proszowicach, a od 1968 do 1970 był tamże sekretarzem organizacyjnym. Pełnił funkcję przewodniczącego Okręgowego Zrzeszenia Technicznej Obsługi Rolnictwa w Krakowie.
W 1985 uzyskał mandat posła na Sejm PRL IX kadencji. Został wybrany z okręgu Andrychów, zasiadał w Komisji Rolnictwa, Leśnictwa i Gospodarki Żywnościowej oraz w Komisji Nadzwyczajnej do kontroli wdrażania programu realizacyjnego drugiego etapu reformy gospodarczej.
Otrzymał Krzyż Kawalerski Orderu Odrodzenia Polski.